# Football au Brésil

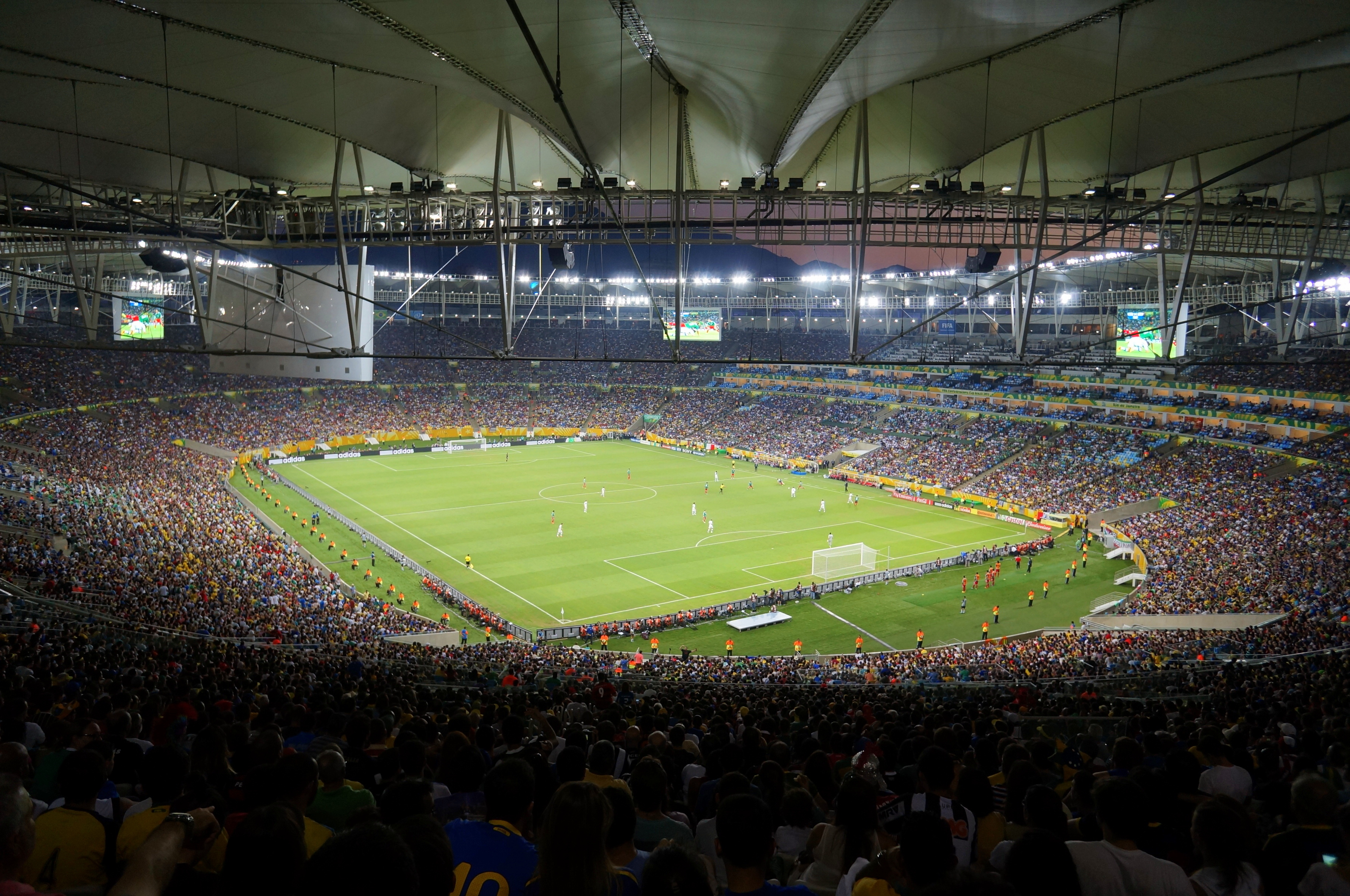
Vue nocturne du Stade Maracanã, juin 2013.

Le football est le sport le plus populaire au Brésil. Introduit par le britannico-brésilien Charles William Miller en 1894 à São Paulo, le football est devenu progressivement la passion d'une nation qui se considère comme « o país do futebol » (le pays du football).
Selon une étude menée par la Fundação Getúlio Vargas en 2000, le football au Brésil brasse 16 milliards de dollars par an, en compte trente millions de pratiquants (soit 16 % de la population), 800 clubs professionnels et onze mille équipes amateurs,. Par ailleurs, on évalue à un millier le nombre de footballeurs brésiliens quittant le pays chaque année pour vivre du football à travers le monde.
L’organe national qui gouverne le football est la Fédération du Brésil de football ((pt) Confederação Brasileira de Futebol, CBF). Fondée en 1914, elle est membre fondateur de la confédération sud-américaine (CONMEBOL) en 1916 et adhère à la fédération internationale FIFA sept ans plus tard. Les compétitions de club ont longtemps été dominées par les prestigieuses compétitions régionales, telles que le championnat de São Paulo et le championnat carioca (villes où se concentrent la majorité des grands clubs brésiliens : Flamengo, Fluminense FC, São Paulo FC, SC Corinthians, etc.), jusqu'à l'avènement du championnat national ces dernières années.
L’équipe nationale a remporté à cinq reprises la Coupe du monde de football, en 1958, 1962, 1970, 1994 et 2002, ce qui constitue un record, et reste la seule équipe à s’être qualifiée à toutes les éditions de cette compétition. Le Brésil a donné naissance à certaines des plus grandes stars du football mondial : Pelé, champion du monde à trois reprises et l'un des meilleurs buteurs de l’histoire de ce sport, mais aussi Mané Garrincha surnommé « la Joie du peuple », Arthur Friedenreich, Zico, Sócrates, Romário ou encore Ronaldo et Rivaldo. De nos jours, des joueurs tels que Robinho, Ronaldinho, Kaká ou Neymar, et des joueuses comme Marta, sont considérés comme des superstars mondiales, dont les contrats (pour les hommes) se comptent en millions d'euros.
Le Brésil a été le pays hôte des coupes du monde 1950 et 2014.

## Histoire

### Les débuts

#### L'introduction par les immigrés

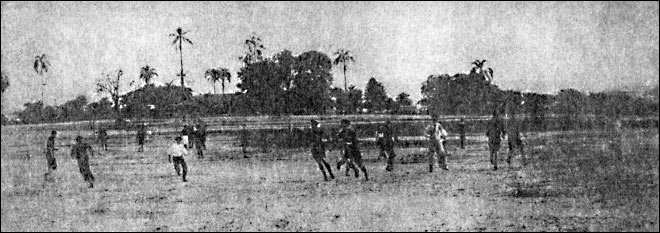
L'un des premiers matches de football au Brésil est Germânia - Internacional (1899).

Le football est introduit au Brésil à la fin du XIXe siècle par des immigrés britanniques.
À São Paulo, c'est Charles William Miller qui introduit le football. Fils d'un ingénieur de chemin de fer écossais immigré au Brésil, part faire ses études en Angleterre dans les années 1880 et y découvre le football. Il est ainsi pendant plusieurs années l'avant-centre du Southampton Football Club, ce qui lui vaut d'être sélectionné au sein du club londonien du Corinthian FC en 1892. À son retour à São Paulo en 1894, il amène avec lui du matériel de football et crée la section football du São Paulo Athletic Club (en), le club sportif local créé six ans auparavant. Il est traditionnellement considéré comme le père du football brésilien.
L’Écossais Thomas Donohue (pt) avait organisé quelques mois plus tôt un premier match à Bangu.
Du côté de Rio de Janeiro, c'est Oscar Cox (en), descendant d'une famille de la bourgeoise anglo-brésilienne, qui introduit le football. Les 19 et 20 octobre 1901, il organise une rencontre entre les joueurs de Rio et ceux de São Paulo coachés par Charles Miller. Le 22 décembre suivant, il organise le premier match officiel de l'histoire de Rio. Enfin, le 21 juillet 1902, il fonde le Fluminense FC.
Dans le Rio Grande do Sul, région frontalière de l'Uruguay et de l'Argentine, des immigrés allemands fondent en 1900 le Sport Club Rio Grande, le plus ancien des clubs encore actifs au Brésil.

#### La structuration des premiers championnats

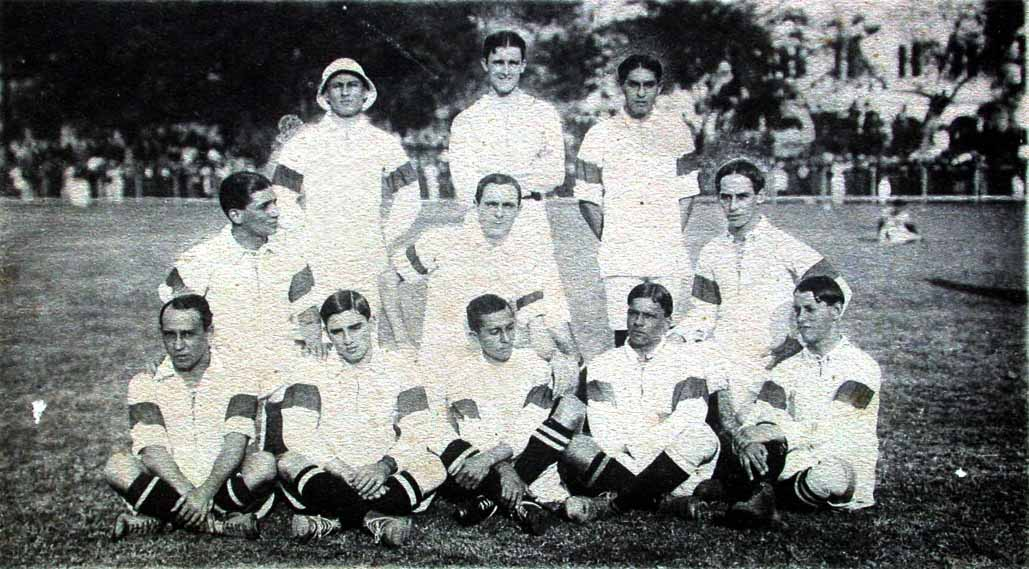
Brésil 1914 v. Exeter City FC.

En 1902, le premier championnat de São Paulo est organisé avec cinq clubs. La première finale voit le São Paulo Athletic Club (en) prendre le dessus sur le Club Athletico Paulistano (2-1), grâce à un doublé de Miller. Du fait des relations conservées par ce dernier, plusieurs équipes anglaises dont Southampton FC et Corinthian FC organisèrent des tournées au Brésil et ainsi contribuent à la pratique du football. C'est notamment ainsi que le Sport Club Corinthians Paulista vit le jour en 1910. À Rio, le championnat carioca est créé à son tour en 1906 avec six équipes, dont Fluminense est le premier vainqueur. Ces deux championnats domineront pendant une bonne partie du XXe siècle l'actualité du football brésilien.
En 1914, la Fédération du Brésil de football est créée. En juillet, une sélection de joueurs brésiliens de São Paulo et de Rio de Janeiro affronte Exeter City FC, pour ce qui est considéré comme le premier match amical disputée par l'équipe nationale du Brésil. En septembre, les Brésiliens disputent leur premier match international face à l'Argentine, face à laquelle ils s'inclinent 3-0. En 1916, les fédérations argentine, brésilienne, chilienne et uruguayenne organisent la première Copa América et créent la confédération sud-américaine de football (CONMEBOL).

### L'expansion

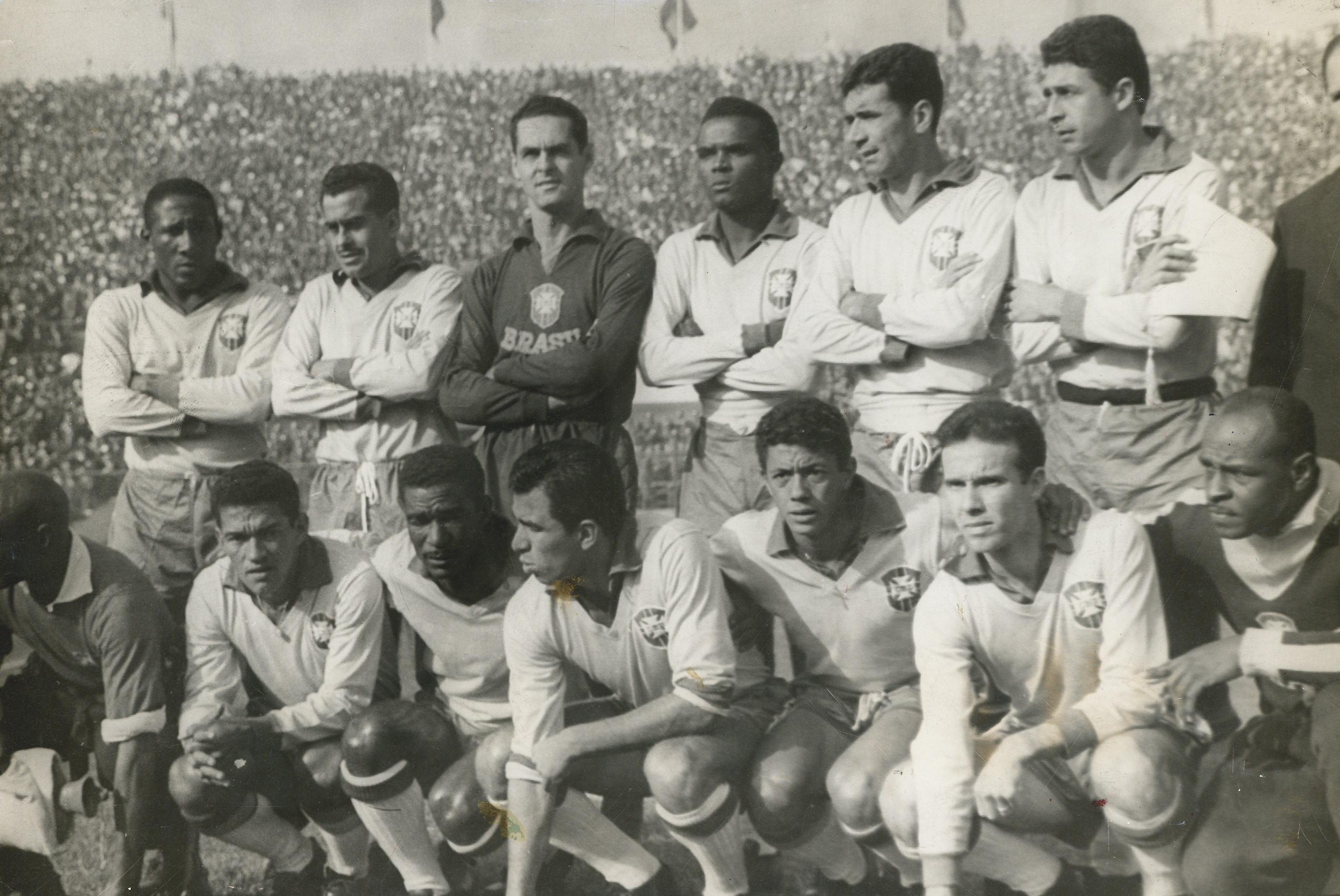
Équipe brésilienne de football à la Coupe du monde 1962.

Les années 1920 sont considérées comme une étape importante dans la popularisation du football au Brésil. L'exemple le plus clair du phénomène s'est produit lors de la finale du troisième Championnat sud-américain de football (aujourd'hui Copa América), lorsque l'équipe brésilienne affrontait l'équipe uruguayenne, le 29 mai 1919. C'était la première fois que l'équipe brésilienne Je suis arrivé jusqu'ici dans le tournoi. L'attente pour ce match était telle que le président de l'époque, Delfim Moreira, a décrété un point facultatif dans les fonctions publiques, alors que les commerces de Rio de Janeiro n'ouvraient pas leurs portes ce jour-là,,.
Pendant une décennie, des tentatives ont été faites pour maintenir le football à l'état amateur, mais en 1933, les présidents de Vasco, Fluminense, América et Bangu ont rompu avec l'AMEA et ont fondé la Liga Carioca de Football (LCF), la première entité à accepter officiellement l'enregistrement du football. athlètes professionnels. En août de la même année, l’Association sportive athlétique de São Paulo (APEA) prend la même direction que la LCF. Tous deux quittent alors le CBD et créent la Fédération Brésilienne de Football (FBF), qui soutient le professionnalisme et obtient ainsi de la FIFA le droit de représenter le Brésil dans les compétitions internationales. Le professionnalisme commençant à prendre forme, le CBD devient alors le grand antagoniste du processus, le dernier bastion de l'amateurisme. En raison des fréquents combats entre le Brésil et la FBF, lors de la Coupe du Monde 1934, le Brésil n'envoya que des joueurs amateurs, ce qui entraîna la disqualification de l'équipe dans la compétition. En 1937, cependant, le CBD accepta le professionnalisme en échange du maintien de son pouvoir sur le football national. Ce fut l'extinction des pratiques amateurs,.
Les Coupes du monde ont commencé à se jouer en 1930 et les éditions suivantes incluaient toujours la participation de l'équipe brésilienne. Même avec de mauvais résultats lors des deux premières éditions, le Brésil était représenté dans les éditions de championnat de 1930, 1934 et 1938, respectivement en Uruguay, en Italie et en France. Après une interruption due à la Seconde Guerre mondiale, la Coupe du monde aura lieu à nouveau en 1950 au Brésil.
À partir de la fin des années 1950, le football brésilien a créé en même temps une série de grands joueurs. Pelé, Garrincha, Nílton Santos, Didi, Vavá, Zagallo, Djalma Santos et le capitaine Bellini, entre autres, ont participé à la campagne victorieuse de la Coupe du monde 1958 pour l'équipe brésilienne. L'exploit a été répété lors de la Coupe du Monde 62, cette fois avec Amarildo, Coutinho et Pepe ajoutés à l'équipe championne.

### Ère moderne

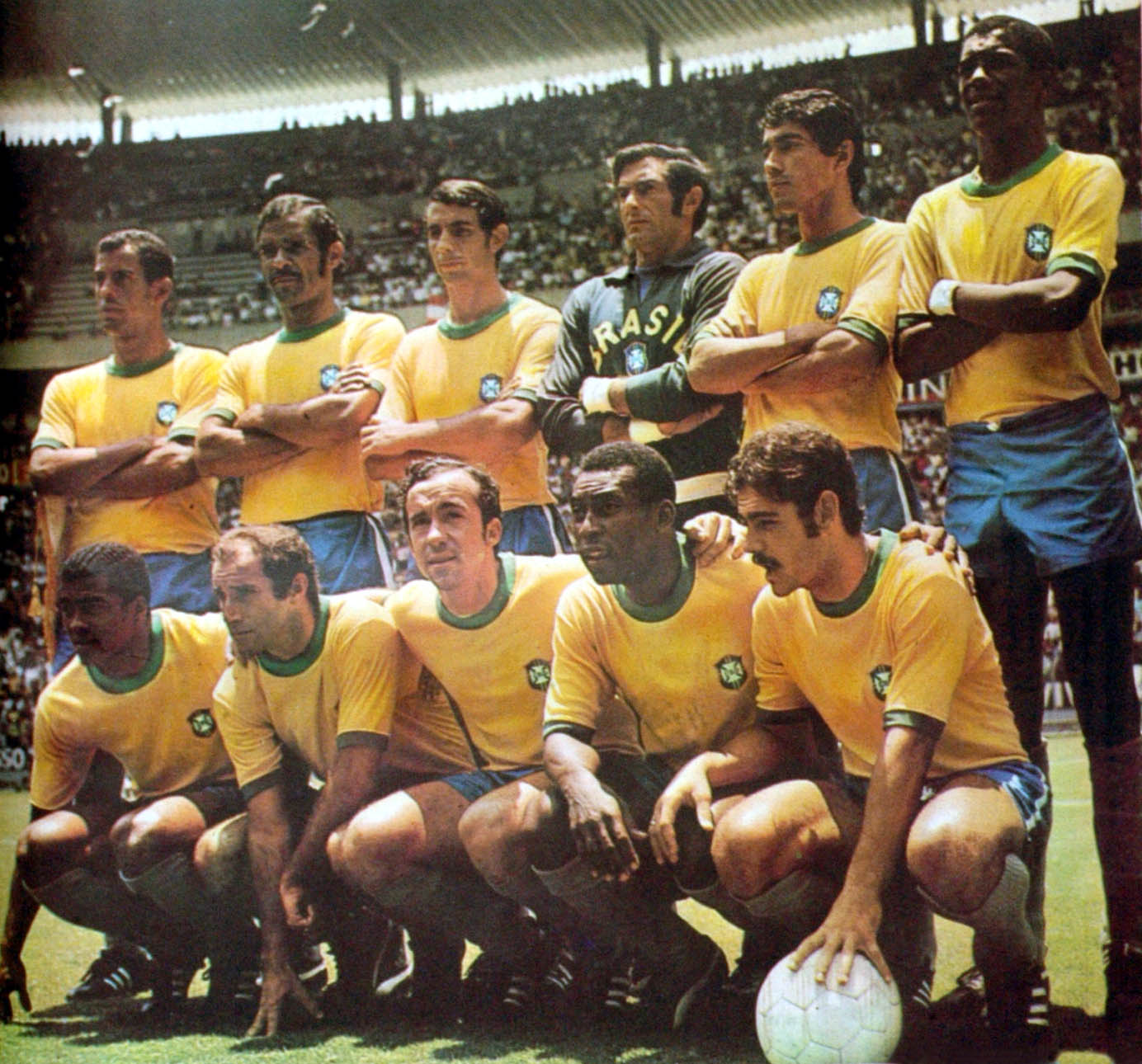
L'équipe du Brésil, vainqueur de la Coupe du monde de football 1970, considérée par de nombreux commentateurs éminents comme la plus grande équipe de football de tous les temps.

L'immensité du Brésil a toujours été un obstacle majeur à la tenue de compétitions sportives nationales. Ce n'est que lorsque le prix des liaisons aériennes devient abordable que ces compétitions deviennent possibles. En 1971, une première édition du championnat du Brésil ((pt) Brasileirão) est organisée. Le format de la compétition, devant opposer les meilleurs clubs du pays issus des championnats régionaux, change constamment jusqu'au début des années 2000, sous la pression des différents acteurs. D'abord largement éclipsé par le prestige des championnats régionaux, il gagne progressivement en importance au point d'être considérée comme la compétition nationale la plus importante aujourd'hui.
En 1998, le ministre des Sports Pelé parvient à faire aboutir son projet de loi appelé la « loi Pelé » qui est une adaptation à l'arrêt Bosman en Europe pour permettre aux footballeurs de s'engager où ils le désirent. Cette loi, appliquée en 2001, abolit le passe (terme portugais), une sorte de droit de propriété que les clubs et parfois aussi les agents détenaient sur la carrière des joueurs, ce qui amplifie l'exode des joueurs brésiliens vers les clubs européens et affaiblit le championnat brésilien.

## Organisation
Le championnat national, créé en 1971, est organisé en quatre niveaux hiérarchiques :
- Série A ;
- Série B ;
- Série C ;
- Série D.

Aux côtés du championnat national sont disputés les nombreux championnats régionaux du pays, plus anciens, qui ont longtemps conservé plus de prestige que leur grand frère. On trouve au premier rang des championnats régionaux les championnats de São Paulo et de Rio de Janeiro, les plus anciens et les plus disputés.
Le championnat national a lieu de mai à décembre. Les championnats régionaux se déroulent de janvier à avril. Les clubs participent donc à la fois aux championnats nationaux et aux championnats régionaux.

## Clubs principaux

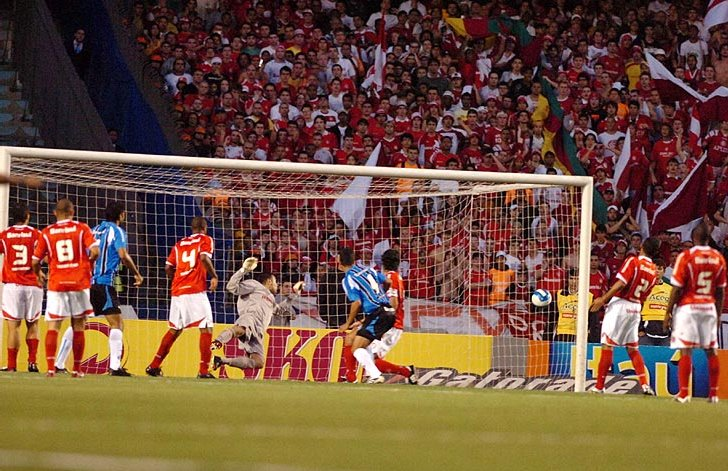
Grenal, l'une des rivalités footballistiques les plus féroces au monde.

Au Brésil, historiquement 12 clubs sont considérés comme « grands », même si quelques autres sont aussi parfois identifiés comme de grands clubs, notamment dans leurs États d'origine, dont l'Atlético Paranaense. Les noms figurant sur les listes de 12 clubs sont : São Paulo, Palmeiras, Corinthians et Santos, tous originaires du État de São Paulo ; Fluminense, Flamengo, Vasco et Botafogo, tous originaires de État de Rio de Janeiro ; Internacional et Grêmio, de l'état de Rio Grande do Sul, et Atlético Mineiro et Cruzeiro, de l'état de Minas Gerais. En plus de ces treize mentionnés, les clubs champions brésiliens sont Bahia, Coritiba, Guarani FC et Sport Recife, un total de 17 clubs champions du Championnat du Brésil, l'Atlético Paranaense ayant connu une énorme croissance de ses actifs et de ses revenus au 21e siècle, devenant ainsi considéré comme l'un des grands du football brésilien par une grande partie de la presse nationale,.

## Le style brésilien

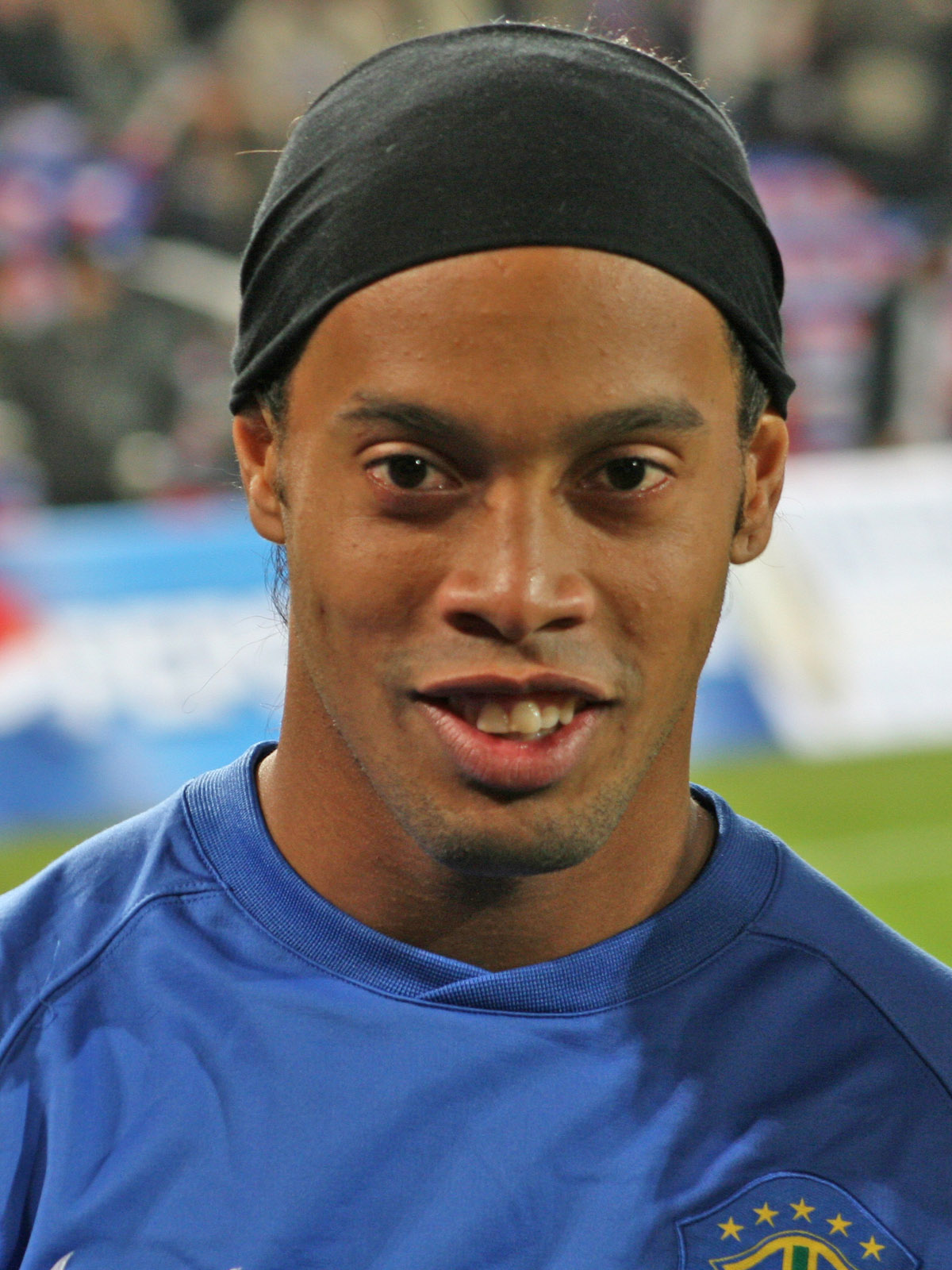
Ronaldinho est un des joueurs qui incarne le mieux le style brésilien

### Des joueurs talentueux
Le football brésilien est connu pour son style surnommé le joga bonito (le « beau jeu »), fait de créativité, d'imprévisibilité, de rapidité, de dribble.
Le Brésil a compté de nombreux milieux de terrain qui exprimaient cette liberté technique sur le terrain, et ce, à toutes les époques : Arthur Friedenreich, Leônidas, Didi, Garrincha, Pelé, Rivelino, Jairzinho, Gérson, Tostão, Zico, Socrates, Romario, Ronaldinho, Rivaldo, Kaká, Neymar. Les attaquants ont également fait les beaux jours de la sélection brésilienne : Ademir, Vavà, Falcão, Careca, Bebeto, Ronaldo.
La Seleção a également compté des défenseurs qui font figure de référence, notamment au poste de latéral (Nilton Santos, Djalma Santos, Carlos Alberto, Júnior, Cafu, Roberto Carlos, Dani Alves, Marcelo).

### Des coachs audacieux
Afin d'exploiter ces ressources et de bâtir des équipes compétitives, certains entraîneurs ont fait preuve d'innovations. Dans les années 1930 et 1940, sous l'influence des Hongrois Bela Guttman et Izidor Kürschner, des entraîneurs comme Gentil Cardoso, Manuel Fleitas Solich, Martim Francisco, Flávio Costa ou Zezé Moreira appliquent des préceptes tactiques qui permettent aux joueurs de proposer un football offensif.
Dans les années 1950 et 1960, les sélectionneurs Vicente Feola, Aymoré Moreira et Mario Zagallo parviennent à triompher en coupe du monde avec des équipes tournées vers l'attaque. En clubs, ce sont Lula avec Santos, Zezé Moreira avec Cruzeiro et Cláudio Coutinho avec Flamengo qui permettent à leurs équipes de remporter le titre continental.
Dans les années 1980, c'est Telê Santana qui fait figure de référence avec son football sam incarnée par l'équipe brésilienne aux coupe du monde 82 et 86, et par l'Atlético Mineiro et le São Paulo FC.

## La littérature et le football au Brésil
« C’est le moment de penser au football en tant que culture brésilienne et non plus comme un simple divertissement. Le football montre beaucoup qui nous sommes. » M. Maximo, organisateur de la Biennale du livre de Rio de Janeiro
En France, plusieurs livres associent football et littérature. Pour comprendre, à travers la littérature, la ferveur d'un peuple autour de ce sport :
- Onze au Maracanã, de E. Coutinho, éditions du Rocher.
- Le Football au Brésil, onze histoires d'une passion[20]. Onze auteurs brésiliens, parmi les plus grands noms de la scène littéraire contemporaine, décrivent la passion des brésiliens pour le ballon rond. (Editions Anacaona)

## La culture brésilienne du football
Au Brésil, le football est le sport le plus important et le plus populaire, comme le témoignent parfaitement ces paroles de l'ex-joueur Raí, alors consultant pour France Télévisions lors de la cérémonie d'ouverture des Jeux olympiques de Rio 2016 :

« Au Brésil, le sport n°1 est le volley-ball, le football est une religion. »

— Raí, 5 août 2016
En effet, un exemple le prouve : lors du match Brésil - Uruguay, surnommé le Maracanaço (« drame du Maracanã » en portugais), le 16 juillet 1950, la Seleção n'a besoin que d'un match nul au minimum face aux voisins uruguayens pour s'adjuger leur premier titre de champions du monde, à domicile, qui plus est. Cependant, les visiteurs l'emportent 2-1 après avoir été menés 1-0, ce qui leur permet de remporter une deuxième fois la compétition après 1930. Alors que plusieurs suicides sont dénombrés justes après la fin du match partout dans le pays, un spectateur se serait jeté du haut des tribunes, devant les yeux de 199 854 personnes, ne pouvant pas supporter que son équipe ait perdu alors que la presse de l'époque annonçait que l'Uruguay n'avait quasiment aucune chance de remporter le match.
Cependant, ces dernières années, avec l'essor d'Internet, qui permet de suivre plus facilement n'importe quel sport, et avec l'évolution du Brésil dans les sports olympiques (le pays est devenu l'un des 15 plus forts au monde aux Jeux Olympiques), la population brésilienne a changé ses goûts et commence à s'intéresser davantage à des sports comme le surf, le skateboard, le tennis, la natation, le judo, le volley-ball et autres, réduisant ainsi l'importance du football,,,,,,.

## Le football féminin

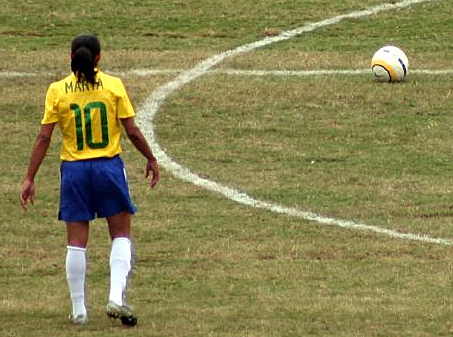
En sélection, Marta porte le numéro 10

Le football féminin, contrairement au football masculin, a peu de popularité dans le pays. Bien que les médias tentent de promouvoir le football féminin en tant que produit nouveau, celui-ci a été rejeté par la population car il s'agit d'un sport techniquement très faible par rapport au football masculin. Lors de certains matchs amicaux, les équipes féminines de certains pays ont été battues par des équipes masculines adolescentes. En 2021, l'équipe féminine du Brésil a disputé un match d'entraînement avec l'équipe masculine des moins de 16 ans du Grêmio et les garçons ont gagné 6-0,,,,.
L'équipe féminine brésilienne a réussi à devenir vice-championne olympique du 2004 et 2008 et vice-championne du monde de la Coupe du monde féminine de football 2007, à une époque où il y avait encore peu d'équipes fortes dans le monde, comme les États-Unis et l'Allemagne. Avec l'évolution des autres pays, le Brésil a stagné et n'a plus obtenu de résultats pertinents, atteignant le point d'être éliminé par l'équipe amateur de Jamaïque lors de la Coupe du monde féminine de football 2023,,.